# Xanthobasis pollinosa
Xanthobasis pollinosa là một loài ruồi trong họ Tachinidae.